# المستدرك الثاني لوسائل الشيعة
«المستدرك الثاني لوسائل الشيعة أحاديث الأئمة الطاهرين بأسانيد العامة والمخالفين»، الشهير بِاْسم «المستدرك الثاني» هو من كتب الحديث عند الشيعة صنّفه محمود قانصو الشهابي العاملي وهو من أبرز كتبه، ويعد من أكثر كتب الحديث اعتماداً عند الشيعة في مجال استنباط الأحكام من كتب أهل السنة والزيدية... ، ويحوي 24686 حديث ورواية حول الأحكام الشرعية، الواجبات، المحرمات، المستحبات والآداب والتي أخذت من الفرق الإسلامية غير الشيعة الاثنى عشرية.
طبع هذا الكتاب في 21 مجلّدا محقّقاً، وقد اشتمل على جميع أحاديث الأحكام الشرعيّة المتفق عليها أو الواردة فقط عند أهل السنة والزيدية وغيرها، مع ذِكر الأسانيد وأسماء المصادر بالترتيب، بهدف جعلها كشواهد على صحة أحاديث الشيعة وحجة على الطرف الآخر.

## المؤلف
آية الله الشيخ محمود قانصو الشهابي العاملي. هو رجل دين ومُحدّث شيعي لبناني أحد اعلام الحوزة العلمية الشيعية ولد في جبل عامل له عدة مؤلفات.

## التعريف بالكتاب وسبب تأليف وعدد أحاديثه

### التعريف بالكتاب
- كتاب المستدرك الثاني من المجاميع الحديثية المعتبرة الشيعية في القرون الأخيرة.
- أخذ محمود قانصو الشهابي العاملي من المصادر والكتب المعتبرة الروائية عند مخالفي الشيعة الاثنى عشرية التي أهملها فقهاء الشيعة ولم ينقلوها في كتب الحديث.
- بلغت هذه المصادر 4000 كتاب حديثيا سنيا وزيديا...

### سبب التأليف
ذكر المؤلف سبب تأليف في بداية الكتاب:
{{كلمة المؤلف الشيخ محمود قانصو الشهابي العاملي دام ظله
كنت في أيام الصبا أشتغل فيما أشتغل فيه بالنظر إلى بعض كتب العامة ومصنفاتهم من السنن والمسندات في الفقه وكتب التأريخ والسيرة وغيرها فأذهلني خلال مطالعاتي لها وجود الكم الكبير من الأخبار التي رواها أهل السنة في هذه الكتب الكثيرة بأسانيدهم عن مولانا أمير المؤمنين وأئمتنا الطاهرين من عترة النبي.}}

### عدد الأحاديث
- 24686 حديث

## ٱنظر أيضا
- وسائل الشيعة
- مستدرك الوسائل
- بحار الأنوار
- الوافي
- جامع أحاديث الشيعة